# 体制 (纳粹主义)
体制（德语：Das System）是纳粹党势力对魏瑪共和國政府及其制度表示蔑视所使用的稱呼。魏玛共和国的正式国名是“德意志国”（Deutsches Reich）。在纳粹政治宣传中，体制曾和一些词汇组合，形成合成词，比如纳粹称从德国十一月革命到納粹于1933年掌握全国权力之间的这段时期为“体制时代”（Systemzeit），这段时期里的纳粹政敌则被称作“体制党派”“体制政客”或“体制媒体”。
纳粹对魏瑪共和国政府及其政客的另一个蔑称是“十一月罪人”（November-Verbrecher）或“十一月罪人政权”，指的就是魏玛共和国成立的月份（1918年11月）。其他德国民族主义组织也曾用這個稱呼稱呼魏瑪共和國。